# Prunier d'ente
Pour les articles homonymes, voir Prunier (homonymie).
Le prunier d'ente, est une variété de prunier de l'espèce Prunus domestica.

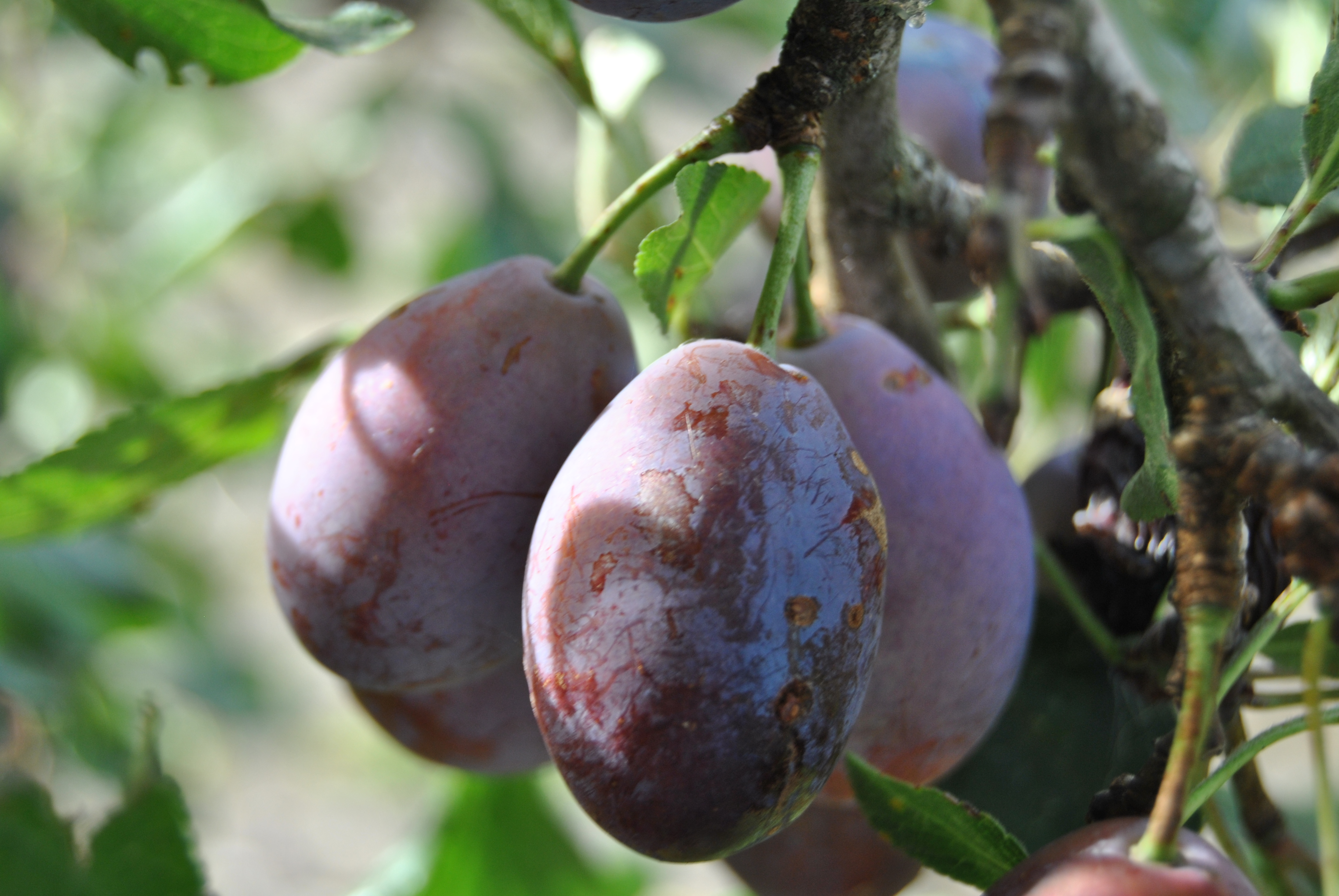
Prune d'ente servant à faire le pruneau d'Agen. Photo prise en 2010, une année à prunes sans maladie du fait de la longue sécheresse d'été peu favorable au champignon Monilia fructigena qui souvent fait pourrir des quantités de fruits de cette prune.

Un fruit cueilli sur un prunier d’ente est appelé généralement une prune d'ente, ou, rarement, un agrume. Une fois séché, il devient un pruneau d'ente.
Les pruneaux d'ente sont seuls à bénéficier de l'indication géographique protégée « pruneaux d’Agen ».

## Histoire
Selon l'étude historique réalisée en 1991 par le chercheur Hubert Caillavet, ingénieur horticole à la Station de Recherches Viticoles et d'Arboriculture fruitière, située près de Bordeaux, la prune d'ente « aurait été introduite d'Orient à l'époque des Croisades et fut multipliée d'abord dans les vergers du monastère bénédictin de Clairac (Lot-et-Garonne). Ce sont probablement les moines qui, les premiers, ont pratiqué le séchage de la prune. Cette variété était appelée autrefois[Quand ?] prune d'Agen ou prune Datte. Elle prit ensuite le nom de Robe de Sergent, son coloris rappelant celui de l'habit des sergents de police avant la Révolution de 1789. L’appellation « d'ente » semble avoir été donnée pour la première fois en 1846, car à cette époque, on remarqua qu'il était préférable de « l'enter » (ce qui veut dire greffer en vieux français). »
Une étude de variabilité phénotypique et de structure génétique sur 80 variétés de pruniers d'une collection de l'INRA a détecté dans l'échantillon de pruniers d'ente deux populations ancestrales différentes. Pour les auteurs l'origine historique donnée par Caillavet pourrait « offrir une explication des deux origines différentes détectées dans cette étude ».

## Caractères morphologiques
Le rameau rouge est brun foncé, glabre.
Les feuilles de 92 × 55 mm[réf. nécessaire], sont de forme elliptique assez allongée, aux marges crénelées, assez larges et peu profondes, à peu près régulières. Le pétiole de 17 mm, porte en général deux petits nectaires (0,75 mm), à la limite du limbe, de couleur jaune verdâtre.
La fleur comporte une corolle de 27 mm de diamètre, formée de 5 pétales légèrement écartés ou se touchant, de 30 étamines et d'un pistil un peu plus long que les étamines.
Le fruit est une drupe de 34 g en moyenne, de 43 × 34 mm, de forme oblongue, de couleur rouge foncé noirâtre, avec une pruine abondante. La chair est jaune un peu verdâtre. Le noyau est aplati et pointu aux deux extrémités.

## Culture
Le prunier d'ente est un arbre vigoureux mais réclamant des soins attentifs : taille, irrigation, fumure, paillage des sols, traitements phytosanitaires. Les arbres sont plantés tous les six à sept mètres, en carré ou en quinconce.
La plupart des arboriculteurs français de prunes d'ente font quatre à cinq traitements par an : 

1. en hiver, un insecticide contre les cochenilles ;

puis, en cours de végétation :
1. contre la rouille ;
2. contre le Monilia ;
3. contre le carpocapse ;
4. éventuellement, second traitement contre le Monilia.

La récolte se déroule de fin août à fin septembre. Les fruits sont passés dans un tunnel de dessiccation à 70-80 °C durant 20 à 24 heures (voir l'article pruneau).
La production française de pruneaux est de 50 000 tonnes. Elle est obtenue à partir de 150 000 tonnes de prunes fraîches, pour une surface de 12 000 hectares.[réf. souhaitée]